# Zoyatán
Zoyatán är en ort i Mexiko.   Den ligger i kommunen Coahuayutla de José María Izazaga och delstaten Guerrero, i den södra delen av landet, 290 km sydväst om huvudstaden Mexico City. Zoyatán ligger 437 meter över havet och antalet invånare är 229.
Terrängen runt Zoyatán är huvudsakligen kuperad, men norrut är den bergig. Runt Zoyatán är det mycket glesbefolkat, med 6 invånare per kvadratkilometer. Närmaste större samhälle är Nueva Cuadrilla, 17,3 km söder om Zoyatán. I omgivningarna runt Zoyatán växer huvudsakligen savannskog.